# Shiawase no hogoshoku
Shiawase no hogoshoku (jap. しあわせの保護色) – dwudziesty piąty singel japońskiego zespołu Nogizaka46, wydany w Japonii 25 marca 2020 roku przez N46Div..
Singel został wydany w pięciu edycjach: regularnej (CD) i czterech limitowanych CD+DVD (Type-A, Type-B, Type-C, Type-D). Osiągnął 1 pozycję w rankingu Oricon i pozostał na liście przez 64 tygodnie. Zdobył status płyty Milion.

## Lista utworów
Wszystkie utwory zostały napisane przez Yasushiego Akimoto.

### Type-A
| CD | CD                                                               | CD                      | CD               | CD      |
| Nr | Tytuł utworu                                                     | Kompozycja              | Aranżacja        | Długość |
| -- | ---------------------------------------------------------------- | ----------------------- | ---------------- | ------- |
| 1. | „Shiawase no hogoshoku” (jap. しあわせの保護色)                  | Masanori Ura            | Seiji Mutō       | 5:05    |
| 2. | „Sayonara Stay with me” (jap. サヨナラ)                          | Satori Shiraishi        | Satori Shiraishi | 3:53    |
| 3. | „Jaa ne.” (jap. じゃあね。) (wyk. Mai Shiraishi)                 | Kenta Urashima, H.Shing | Hiroto Kikuchi   | 6:19    |
| 4. | „Shiawase no hogoshoku” (jap. しあわせの保護色) (off vocal ver.) | Masanori Ura            | Seiji Mutō       | 5:05    |
| 5. | „Sayonara Stay with me” (jap. サヨナラ) (off vocal ver.)         | Satori Shiraishi        | Satori Shiraishi | 3:53    |
| 6. | „Jaa ne.” (jap. じゃあね。) (off vocal ver.)                     | Kenta Urashima, H.Shing | Hiroto Kikuchi   | 6:19    |

| DVD | DVD                                                                                     | DVD     |
| Nr  | Tytuł utworu                                                                            | Długość |
| --- | --------------------------------------------------------------------------------------- | ------- |
| 1.  | „Shiawase no hogoshoku” (jap. しあわせの保護色) (Music Video)                           | 5:31    |
| 2.  | „Jaa ne.” (jap. じゃあね。) (Music Video)                                               | 8:21    |
| 3.  | „Kuromi Sayaka «Nogizaka Isao bishōjo Sayaka»” (jap. 黒見明香「乃木坂功夫美少女 明香」) | 9:03    |
| 4.  | „Satō Rika «ECLIPSE»” (jap. 佐藤璃果「ECLIPSE」)                                        | 9:50    |
| 5.  | „Hayashi Runa «Hayashi, Hayashi o oeyo!»” (jap. 林瑠奈「林、林をおえよ!」)              | 10:17   |

### Type-B
| CD | CD                                                               | CD               | CD               | CD      |
| Nr | Tytuł utworu                                                     | Kompozycja       | Aranżacja        | Długość |
| -- | ---------------------------------------------------------------- | ---------------- | ---------------- | ------- |
| 1. | „Shiawase no hogoshoku” (jap. しあわせの保護色)                  | Masanori Ura     | Seiji Mutō       | 5:05    |
| 2. | „Sayonara Stay with me” (jap. サヨナラ)                          | Satori Shiraishi | Satori Shiraishi | 3:53    |
| 3. | „Anastasia” (jap. アナスターシャ) (wyk. 2. generacja)            | Daisuke Nakamura | Daisuke Nakamura | 4:51    |
| 4. | „Shiawase no hogoshoku” (jap. しあわせの保護色) (off vocal ver.) | Masanori Ura     | Seiji Mutō       | 5:05    |
| 5. | „Sayonara Stay with me” (jap. サヨナラ) (off vocal ver.)         | Satori Shiraishi | Satori Shiraishi | 3:53    |
| 6. | „Anastasia” (jap. アナスターシャ) (off vocal ver.)               | Daisuke Nakamura | Daisuke Nakamura | 4:51    |

| DVD | DVD                                                                | DVD     |
| Nr  | Tytuł utworu                                                       | Długość |
| --- | ------------------------------------------------------------------ | ------- |
| 1.  | „Shiawase no hogoshoku” (jap. しあわせの保護色) (Music Video)      | 5:31    |
| 2.  | „Anastasia” (jap. アナスターシャ) (Music Video)                    | 5:27    |
| 3.  | „Matsuo Miyu «Miyu Kyan” (jap. 松尾美佑「みゆキャン」)             | 17:07   |
| 4.  | „Yumiki Nao «Yumiki no itadaki»” (jap. 弓木奈於「弓木のいただき」) | 10:43   |

### Type-C
| CD | CD                                                                         | CD               | CD               | CD      |
| Nr | Tytuł utworu                                                               | Kompozycja       | Aranżacja        | Długość |
| -- | -------------------------------------------------------------------------- | ---------------- | ---------------- | ------- |
| 1. | „Shiawase no hogoshoku” (jap. しあわせの保護色)                            | Masanori Ura     | Seiji Mutō       | 5:05    |
| 2. | „Sayonara Stay with me” (jap. サヨナラ)                                    | Satori Shiraishi | Satori Shiraishi | 3:53    |
| 3. | „Mainichi ga Brand new day” (jap. 毎日がBrand new day) (wyk. 3. generacja) | APAZZI           | APAZZI           | 4:19    |
| 4. | „Shiawase no hogoshoku” (jap. しあわせの保護色) (off vocal ver.)           | Masanori Ura     | Seiji Mutō       | 5:05    |
| 5. | „Sayonara Stay with me” (jap. サヨナラ) (off vocal ver.)                   | Satori Shiraishi | Satori Shiraishi | 3:53    |
| 6. | „Mainichi ga Brand new day” (jap. 毎日がBrand new day) (off vocal ver.)    | APAZZI           | APAZZI           | 4:19    |

| DVD | DVD                                                                                     | DVD     |
| Nr  | Tytuł utworu                                                                            | Długość |
| --- | --------------------------------------------------------------------------------------- | ------- |
| 1.  | „Shiawase no hogoshoku” (jap. しあわせの保護色) (Music Video)                           | 5:31    |
| 2.  | „Mainichi ga Brand new day” (jap. 毎日がBrand new day) (Music Video)                    | 4:22    |
| 3.  | „Shiraishi Mai ~Sayonara o arigatō~ Zenpen” (jap. 白石麻衣～さよならをありがとう～前編) | 26:19   |

### Type-D
| CD | CD                                                               | CD               | CD               | CD      |
| Nr | Tytuł utworu                                                     | Kompozycja       | Aranżacja        | Długość |
| -- | ---------------------------------------------------------------- | ---------------- | ---------------- | ------- |
| 1. | „Shiawase no hogoshoku” (jap. しあわせの保護色)                  | Masanori Ura     | Seiji Mutō       | 5:05    |
| 2. | „Sayonara Stay with me” (jap. サヨナラ)                          | Satori Shiraishi | Satori Shiraishi | 3:53    |
| 3. | „I see...” (wyk. 4. generacja)                                   | youth case       | Hirofumi Sasaki  | 3:59    |
| 4. | „Shiawase no hogoshoku” (jap. しあわせの保護色) (off vocal ver.) | Masanori Ura     | Seiji Mutō       | 5:05    |
| 5. | „Sayonara Stay with me” (jap. サヨナラ) (off vocal ver.)         | Satori Shiraishi | Satori Shiraishi | 3:53    |
| 6. | „I see...” (off vocal ver.)                                      | youth case       | Hirofumi Sasaki  | 3:59    |

| DVD | DVD                                                                                    | DVD     |
| Nr  | Tytuł utworu                                                                           | Długość |
| --- | -------------------------------------------------------------------------------------- | ------- |
| 1.  | „Shiawase no hogoshoku” (jap. しあわせの保護色) (Music Video)                          | 5:31    |
| 2.  | „I see...” (Music Video)                                                               | 4:34    |
| 3.  | „Shiraishi Mai ~Sayonara o arigatō~ Kōhen” (jap. 白石麻衣～さよならをありがとう～後編) | 30:08   |

### Edycja regularna
| CD | CD                                                                        | CD               | CD               | CD      |
| Nr | Tytuł utworu                                                              | Kompozycja       | Aranżacja        | Długość |
| -- | ------------------------------------------------------------------------- | ---------------- | ---------------- | ------- |
| 1. | „Shiawase no hogoshoku” (jap. しあわせの保護色)                           | Masanori Ura     | Seiji Mutō       | 5:05    |
| 2. | „Sayonara Stay with me” (jap. サヨナラ)                                   | Satori Shiraishi | Satori Shiraishi | 3:53    |
| 3. | „Fantastic 3-shoku pan” (jap. ファンタスティック3色パン)                  | Jintsuchihashi   | Jintsuchihashi   | 3:38    |
| 4. | „Shiawase no hogoshoku” (jap. しあわせの保護色) (off vocal ver.)          | Masanori Ura     | Seiji Mutō       | 5:05    |
| 5. | „Sayonara Stay with me” (jap. サヨナラ) (off vocal ver.)                  | Satori Shiraishi | Satori Shiraishi | 3:53    |
| 6. | „Fantastic 3-shoku pan” (jap. ファンタスティック3色パン) (off vocal ver.) | Jintsuchihashi   | Jintsuchihashi   | 3:38    |

## Skład zespołu
| „Shiawase no hogoshoku” |
| --- |
| - 1. gen.: Akimoto Manatsu, Ikuta Erika, Sayuri Inoue, Asuka Saitō, Mai Shiraishi (środek), Kazumi Takayama, Kana Nakada, Hina Higuchi, Minami Hoshino, Sayuri Matsumura, Maaya Wada - 2. gen.: Hinako Kitano, Mai Shinuchi, Miona Hori - 3. gen.: Renka Iwamoto, Minami Umezawa, Momoko Ōzono, Shiori Kubo, Mizuki Yamashita, Yūki Yoda - 4. gen.: Sakura Endō, Haruka Kaki |

| „Sayonara Stay with me” |
| --- |
| - 1. gen.: Akimoto Manatsu, Ikuta Erika, Asuka Saitō, Sayuri Matsumura - 3. gen.: Shiori Kubo, Yūki Yoda - 4. gen.: Sakura Endō, Haruka Kaki |

| „Anastasia” |
| --- |
| Piosenka została wykonana przez wszystkie członkinie z 2. generacji w momencie wydania: - 2. gen.: Junna Itō, Hinako Kitano, Kotoko Sasaki, Mai Shinuchi, Ayane Suzuki, Ranze Terada, Miona Hori (środek), Rena Yamazaki, Miria Watanabe |

| „Mainichi ga Brand new day” |
| --- |
| Piosenka została wykonana przez wszystkie członkinie z 3. generacji w momencie wydania: - 3. gen.: Riria Itō, Renka Iwamoto, Minami Umezawa, Momoko Ōzono, Shiori Kubo (środek), Tamami Sakaguchi, Kaede Satō, Reno Nakamura, Hazuki Mukai, Mizuki Yamashita, Ayano Christie Yoshida, Yūki Yoda |

| „I see...” |
| --- |
| Piosenka została wykonana przez wszystkie członkinie z 4. generacji w momencie wydania: - 4. gen.: Sakura Endō, Haruka Kaki (środek), Sayaka Kakehashi, Saya Kanagawa, Yuri Kitagawa, Yuna Shibata, Rei Seimiya, Mayu Tamura, Ayame Tsutsui, Seira Hayakawa, Mio Yakubo |

| „Fantastic 3-shoku pan”                                            |
| ------------------------------------------------------------------ |
| - 1. gen.: Asuka Saitō - 3. gen.: Minami Umezawa, Mizuki Yamashita |

## Notowania
| Lista                             | Pozycja |
| --------------------------------- | ------- |
| Oricon Weekly Singles Chart       | 1       |
| Oricon Yearly Singles Chart       | 4       |
| Billboard Japan Hot 100           | 1       |
| Billboard Japan Hot Singles Sales | 1       |

## Sprzedaż
| Dane wg         | Sprzedaż   |
| --------------- | ---------- |
| Oricon          | 1 119 926  |
| Billboard Japan | 1 118 889+ |